# Хили, Майрон
Майрон Хили (англ. Myron Healey; 8 июня 1923, Петалума, Калифорния — 21 декабря 2005, Сими-Валли, Калифорния) — американский актёр кино и телевидения.

## Биография
Родился в семье доктора. Участник Второй мировой войны. Служил на европейском театре военных действий в качестве авиаштурмана на бомбардировщике Martin B-26 Marauder. После войны продолжил службу в авиации, уйдя в отставку в начале 1960-х годов в качестве капитана ВВС США.
Дебютировал в кино в Голливуде в 1943 году. Учился мастерству у Марии Успенской.
Амплуа — злодей и бандит. Актёр второго плана в кино и на телевидении, часто снимался в вестернах.
За свою карьеру сыграл в около 317 кино- и телефильмах. Участвовал во многих ТВ-сериалах.
В 2005 году Хили сломал бедро и так и не восстановился после травмы. Умер в больнице в возрасте 82-х лет.

## Избранная фильмография
- 1994 — Маленькие великаны / Little Giants — доктор
- 1987 — Безумство духов / Ghost Fever — Эндрю Ли
- 1986—1988 — Пульс / Throb —
- 1982—1987 — Слава / Fame —
- 1982—1986 — Рыцарь дорог / Knight Rider —
- 1978—1982 — Невероятный Халк / Incredible Hulk —
- 1978 — Удивительный Человек-паук / The Amazing Spider-Man —
- 1977 — Расплавленный / The Incredible Melting Man —
- 1974—1975 — Колчак: ночной охотник / Kolchak: The Night Stalker — эпизод (нет в титрах)
- 1972—1975 — Кунг-фу / Kung Fu —
- 1970 — Общественный клуб города Шайенн / Cheyenne Social Club —
- 1969 — Настоящее мужество / True Grit — эпизод (нет в титрах)
- 1969 — Компьютер в кроссовках / Computer Wore Tennis Shoes — эпизод (нет в титрах)
- 1969 — Банда стариков / Over-the-Hill Gang —
- 1968 — Путешествие в Шилох / Journey to Shiloh — Бриггс, шериф
- 1968 — Дантист на Диком Западе / Shakiest Gun in the West — эпизод (нет в титрах)
- 1966 — Свингер / The Swinger — эпизод (нет в титрах)
- 1964—1969 — Пейтон-Плейс / Peyton Place —
- 1964—1968 — Бонанца / Bonanza —
- 1964 — Он скачет гордо / He Rides Tall — Эд Лумис, шериф (нет в титрах)
- 1963—1967 — Боб Хоуп представляет / Bob Hope Presents the Chrysler Theatre —
- 1963—1965 — Театр создателей саспенса / Kraft Suspense Theatre —
- 1962—1965 — Час Альфреда Хичкока / Alfred Hitchcock Hour —
- 1961 — История Джорджа Рафта / George Raft Story — эпизод (нет в титрах)
- 1959—1966 — Сыромятная плеть/ Rawhide —
- 1959—1961 — Диснейленд / Disneyland —
- 1959 — Рио Браво / Rio Bravo— Барфли (нет в титрах)
- 1959 — Перри Мэйсон / Perry Mason — Хоуард Ропер
- 1959 — Дело разгневанного партнёра / The Case of the Petulant Partner / Дело обидчивого компаньона (64-я серия)
- 1958—1961 — Питер Ганн / Peter Gunn —
- 1958 — Территория апачей / Apache Territory— Уэбб
- 1957—1962 — Маверик / Maverick —
- 1957—1961 — Зорро / Zorro — эпизод (нет в титрах)
- 1957 — Неземное / Unearthly —
- 1957 — Беспокойная порода / Restless Breed — Уильям, шериф
- 1956 — Оттенок алого / Slightly Scarlet — Вайсон Каспар, бандит (в титрах не указан)
- 1956 — Молодые стрелки / Young Guns—
- 1955—1962 — Альфред Хичкок представляет / Alfred Hitchcock Presents —
- 1955 — Человек без звезды / Man Without a Star — эпизод (нет в титрах)
- 1955 — Партнёр Теннесси / Tennessee’s Partner— Рейнольдс
- 1954—1956 — Береговая линия / Waterfront — Чак Эванс
- 1954—1974 — Лэсси / Lassie
- 1954 — Королева скота из Монтаны / Cattle Queen of Montana — Хэнк
- 1952 — Фарго / Fargo
- 1952 — Родео / Rodeo — Ричард Дерстон
- 1952 — Шторм над Тибетом / Storm Over Tibet — Билл Марч, пилот
- 1952 — Мэверик / The Maverick
- 1951—2009 — Зал славы Халлмарк / Hallmark Hall of Fame
- 1951 — Лорна Дун / Lorna Doone — Тодд Дарси
- 1951 — Я была американской шпионкой / I Was an American Spy — эпизод (нет в титрах)
- 1951 — Серебряный город / Silver City — эпизод (нет в титрах)
- 1951 — Монтана отчаянный / Montana Desperado — Монтана
- 1951 — Долгая ночь / Big Night — Кеннели
- 1951 — Барабаны глубокого юга / Drums in the Deep South — эпизод (нет в титрах)
- 1950 — Убийство судьи / Kill the Umpire — эпизод (нет в титрах)
- 1950 — Мой голубой рай / My Blue Heaven — эпизод (нет в титрах)
- 1950 — Между полночью и рассветом / Between Midnight and Dawn — офицер Дэвис
- 1950 — В укромном месте / In a Lonely Place — клерк на почте (нет в титрах)
- 1949—1957 — Одинокий рейнджер / The Lone Ranger — эпизод (нет в титрах)
- 1949 — Бэтмен и Робин /Batman and Robin —эпизод (нет в титрах)
- 1949 — Стучись в любую дверь / Knock on Any Door —помощник окружного прокурора (в титрах не указан)
- 1948 — Человек из Колорадо / Man from Colorado — Пауэрс (нет в титрах)
- 1948 — Идти преступным путём / Walk a Crooked Mile — агент ФБР Томпсон (в титрах не указан)
- 1948 — Не упусти свое счастье / You Gotta Stay Happy — эпизод (нет в титрах)
- 1948 — Найти красную ведьму / Wake of the Red Witch — матрос (нет в титрах)
- 1948 — Хористки / Ladies of the Chorus — кузен Рэнди (нет в титрах)
- 1947 — С небес на землю / Down to Earth — эпизод (нет в титрах)
- 1947 — От судьбы не уйдёшь / It Had to Be You — эпизод (нет в титрах)
- 1946 — Тысячи приветствий / Thousands Cheer — эпизод (нет в титрах)
- 1946 — Охота Криминального доктора / Crime Doctor's Man Hunt — Филлип Армстронг (нет в титрах)
- 1943 — Салют морской пехоте / Salute to the Marines — комендор (нет в титрах)
- 1943 — Железный майор / The Iron Major — студент (нет в титрах)

## Награды
- В 2000 году Хили получил премию «Золотая бутса» за значительный вклад в жанр вестерна в кино и на телевидении.